# Fritz Henri Mentha
Fritz Henri Mentha (La Chaux-de-Fonds, 7 april 1858 - Neuchâtel, 6 maart 1945) was een Zwitsers jurist, hoogleraar en rector aan de Universiteit van Neuchâtel.

## Biografie
Fritz Henri Mentha was een zoon van Henri Mentha, een handelaar, en van Laure Cuche. Hij studeerde rechten aan de Academie van Neuchâtel, aan de Universiteit van Bern en in Heidelberg en Parijs. In 1883 behaalde hij in Bern een doctoraat. In 1886 trouwde hij met Maria Hilty, een dochter van Carl Hilty. Samen kregen ze een dochter, Bénigne Mentha.
Vanaf 1882 was Mentha in Neuchâtel actief als advocaat. Van 1883 tot 1938 was hij hoogleraar aan de Universiteit van Neuchâtel. Hij doceerde er burgerlijk recht, burgerlijk procesrecht, strafrecht, strafprocesrecht en insolventierecht. Hij was meermaals decaan en was van 1887 tot 1889 en van 1897 tot 1899 rector. Verder was hij van 1887 tot 1937 voorzitter van het strafhof van cassatie. Mentha was betrokken bij de opstelling van een kantonnaal strafwetboek in 1891 en een kantonnaal wetboek van strafvordering in 1893, en op federaal vlak bij de faillissementswet van 1889 en het Zwitsers Burgerlijk Wetboek in 1907. Samen met Virgile Rossel schreef hij in 1910-1911 de driedelige Manuel du droit civil suisse, waarvan in 1922 een nieuwe uitgave verscheen.

## Onderscheidingen
- Doctor honoris causa aan de Universiteit van Genève (1909)

## Werken
- (fr)  De la privation des droits civiques selon les codes pénaux de la plupart des cantons Suisses, Bern, 1880.
- (fr)  Code fédéral des obligations : Critique de quelques articles, Parijs, Sandoz & Thuillier, 1883.
- (fr)  La recherche de la paternité : etude de droit civil fédéral, Neuchâtel, 1885.
- (fr)  Mémoire relatif à la révision de la loi fédérale sur l'état civil, le mariage et le divorce, 1888.
- (fr)  Discours sur le système politique de (Jean-Jacques) Rousseau, Neuchâtel, Attinger, 1888.
- (de)  "Berichte der Referenten für die Jahresversammlung zu Neuchâtel Basel" in Verhandlungen des Schweizerischen Juristenvereins 1888.
- (fr)  "Réflexions sur le déterminisme en droit pénal" in Politisches Jahrbuch der Schweizerischen Eidgenossenschaft, 1889.
- (fr)  Le droit de tester : Conférence faite à l'Académie de Neuchâtel le 2 décembre 1890, Neuchâtel, 1891.
- (fr)  Les délits de commission par omission : discours prononcé le 18 octobre 1897 à l'inauguration de l'Académie, Neuchâtel, Attinger, 1898.
- (fr)  Avant-projet de Code civil suisse, La Chaux-de-Fonds, National suisse, 1901.
- (fr)  La noblesse de l'Etat : conférence contre la séparation de l'Eglise et de l'Etat, Neuchâtel, Borel, 1907.
- (fr)  Manuel du droit civil suisse, 1910-1911, drie delen (samen met Virgile Rossel).
- (fr)  L'hérédité nécessaire des descendants : une curiosité de l'ancien droit neuchâtelois, 1929.
- (fr)  Feu M. le professeur Hilty et le fisc, Zürich, 1910.